# Geminación (fonología)
En geminación se comprende aquellos procesos fonológicos que resultan en la aparición de una consonante larga, la cual en la mayoría de los casos se representa mediante una consonante doble o geminada en la escritura de las lenguas que usan el alfabeto latino. Consonantes geminadas pueden aparecer, por lo general, sólo en posición intervocálica dentro de las palabras; si bien existen algunas lenguas en las que también pueden estar en posición inicial e, incluso, con valor fonológico distintivo, como por ejemplo en caso del idioma napolitano (ej.:  'a lavannara → plural  'e llavannare).
La aparición de geminación muchas veces ocurre como resultado de un proceso de asimilación fonética en que una consonante se asimila al punto de articulación de la siguiente produciéndose una consonante geminada o doble, o sea, estas geminadas fueron originalmente dos consonantes distintas. La geminación además puede ocurrir espontáneamente, cuando una consonante etimológicamente breve empieza a pronunciarse como larga (por ejemplo por influencia analógica de otras formas); este tipo de geminaciones es frecuente por ejemplo en italiano (HABEMUS > abbiamo, TOTUS > tutto, AQUA > acqua, etc.).
En italiano existe además la geminación en pronunciación de la consonante inicial después de ciertas palabras gramaticales (como preposiciones, conjunciones, etc.), un fenómeno conocido como raddoppiamento o refuerzo, que es consecuencia de que originalmente la palabra precedente en latín terminaba en consonante, la cual se perdió, pero en la cadena hablada se asimiló a la consonante inicial de la palabra siguiente, alargándola en la pronunciación (ej.: a casa [a ˈkːaːsa] < del lat. ad casam, «en casa»).

## Ejemplos de geminación
- La geminación es particularmente frecuente en el italiano como resultado de la evolución de grupos consonánticos latinos: lacte(m) > latte ['latːe], octo > otto ['otːo].
- También en ciertos dialectos del español es frecuente:
  - En Madrid y zona centro de la península ibérica, son frecuentes pronunciaciones como eclisse [e'klisːe] (< eclipse), essistir [esːis'tiɾ] (< existir).
  - En español caribeño, son comunes las geminaciones -rd- > -dd-: vedde (< verde); y -rt- > -tt-: opottuniddad (< oportunidad).[1]
  - En algunos dialectos del español (Chile, Andalucía, etc.) se produce frecuentemente la geminación de sonorantes, cuando dos sonorantes diferentes están en contacto: Carlos > Cal-los, carne > canne.
- En lenguas bereberes la geminación es un proceso morfológico productivo para la formación de ciertos tiempos verbales. Los siguientes ejemplos proceden del taqabaylit: del 'cubre' > ddal 'cubrió', mter 'mendiga' > metter 'mendigó'.

En el idioma español un ejemplo derivado de una previa geminación es el diseño de la letra ñ, ya que a partir de latinismo y luego del arcaísmo nn surgió la tilde o virgulilla sobre la N ya que el diseño de la tilde o virgulilla española (~) no es otra cosa que el dibujo reducido de la otra n (luego tal tilde ha sido usada en otros idiomas, especialmente en portugués como diacrítico que señala una nasalización).

## Geminadas vs. dígrafos
No debe confundirse las consonantes geminadas con los dígrafos. Aunque un dígrafo también puede ser aparentemente una geminada en la escritura, una importante diferencia entre ellos es que mientras que las geminadas representan una pronunciación alargada y con valor distintivo de la misma consonante cuando aparece simple, los dígrafos representan un único fonema distinto e inseparable en escritura. Por ejemplo en español la ll es una geminada aparente, pero en realidad no es una l larga en pronunciación, sino un distinto sonido (AFI: [ʎ]; véase también: yeísmo); por lo tanto ll no es una geminada, sino un dígrafo.
Un caso especial podría ser el dígrafo rr en español, que aunque puede ser considerada la pareja larga de r (como también revelan sus nombres: vibrante simple y múltiple), pero en realidad, siendo que en español no existe la geminación fonológica en ninguna otra consonante (tratándose de palabras simples), de acuerdo con la comunidad lingüística, se trata de dos fonemas diferentes, es decir, rr es también un dígrafo, inseparable en escritura (tie-rra, pe-rro, etc.).
Las únicas letras que representan pronunciación geminada en español son n(-nn-),  que aparece en palabras y formas verbales compuestas (ej.: ennegrecer, innato, dígannos, etc.) y en algunos cultismos (cannabis, perenne), y la b(-bb-) (ej.: obvio, subbético, etc.)

## Degeminación
Se llama degeminación el proceso contrario a la geminación, es decir, cuando una consonante geminada se simplifica. Es un proceso común y bastante general en la evolución de todas las lenguas, por ejemplo en la mayoría de las lenguas indoeuropeas modernas han desaparecido (al menos en la pronunciación) todas las geminadas que existían en sus antecesoras clásicas. Así ocurrió con muchas de las lenguas romances (exceptuando el italiano y algunos dialectos de Italia) y las lenguas germánicas modernas, el griego moderno, si bien la ortografía de las mismas conserva en algunos casos las geminadas originales.
En las lenguas romances occidentales, la degeminación ocurrió paralelamente con la sonorización de las oclusivas sordas intervocálicas, de modo que el sistema consonántico se transformó cualitativamente, pero al mismo tiempo ha conservado la distinción entre las geminadas y las consonantes simples originales (ej.: lat. VAC (U) A > esp. vaga / VACCA > vaca).